# Sylvère Lotringer
Sylvère Lotringer (Paris,1938) é um filósofo e crítico teórico francês, professor de literatura francesa e filosofia na Columbia University, Nova York e European Graduate School, Saas-Fee.
Fundou e é editor-geral da revista e editora estadunidense independente Semiotext(e).
A revista, criada em 1974, visa divulgar a obra de teóricos franceses - como Gilles Deleuze, Jean Baudrillard, Paul Virilio, Félix Guattari,  Michel Foucault, entre outros - nos Estados Unidos, analisando as principais diferenças entre as filosofias dos dois países, e relacionando as descobertas teóricas do pós-estruturalismo com as manifestações urbanas de violência nos EUA.

## Biografia
Lotringer estudou na Sorbonne em Paris e obteve seu doutorado da École Pratique des Hautes Études, VIe section, em 1967. Foi aluno de Roland Barthes e Lucien Goldman.
Vive há mais de trinta anos nos Estados Unidos.

## Obras
- "Barthes After Barthes," Frieze, 2011.
- Pure War, com Paul Virilio, Semiotext(e) History of the Present, Cambridge: 2008 (first published by Semiotext(e) Foreign Agents, New York: 1983).
- Overexposed: Perverting Perversions, Pantheon, New York: 1987 and Semiotext(e) History of the Present, Cambridge: 2007.
- David Wojnarowitz: A Definitive History of Five or Six years on the Lower East Side, Cambridge: Semiotext(e), 2006
- "Forget Baudrillard," in Forget Foucault, Semiotext(e) History of the Present, Cambridge: 2006.
- Pazzi di Artaud, Medusa, Milão: 2006.
- The Accident of Art, com Paul Virilio, Semiotext(e), Cambridge: 2005.
- The Conspiracy of Art, com Jean Baudrillard, Semiotext(e), Cambridge: 2005.
- Oublier Artaud, Sens and Tonka, Paris: 2005.
- Boules de Suif, Sens and Tonka, Paris: 2005.
- "My '80s: Better Than Life," Artforum, April 2003.
- Fous d’Artaud, Sens and Tonka, Paris: 2003.
- The Collected Interviews of William S. Burroughs, Cambridge: Semiotext(e), 2002
- Crepuscular Dawn, com Paul Virilio, Semiotext(e), Cambridge: 2002.
- "Time Bomb," in Crepuscular Dawn, Semiotext(e), Cambridge: 2002.
- French Theory in America, New York, Routledge: 2001
- Nancy Spero, Londres: Phaedon Press: 1996.
- Foreign Agent: Kuntz in den Zeiten des Theorie, Merve Verlag, Berlin: 1992.
- Germania, com Heiner Müller, Semiotext(e), Nova York: 1990.
- Antonin Artaud, New York: Scribners & Sons: 1990.
- Philosophen-Künstler, Merve Verlag, Berlin: 1986.
- "Uncle Fishook and the Sacred Baby Poo-poo of Art," com Jack Smith in SchizoCulture, Semiotext(e) ed. III, 2, 1978.